# NGC 4646
NGC 4646 is een lensvormig sterrenstelsel in het sterrenbeeld Grote Beer. Het hemelobject werd op 24 maart 1791 ontdekt door de Duits-Britse astronoom William Herschel.

## Synoniemen
- UGC 7892
- MCG 9-21-31
- ZWG 270.15
- PGC 42740